# Haus Eisold
Haus Eisold ist eines der Winzerhäuser der Lößnitz, es steht im Radebeuler Stadtteil Oberlößnitz in der Bennostraße 25, innerhalb des Denkmalschutzgebiets Historische Weinberglandschaft Radebeul. Es ist benannt nach dem Privatier Arthur Eisold, der das Anwesen 1894 erwarb.

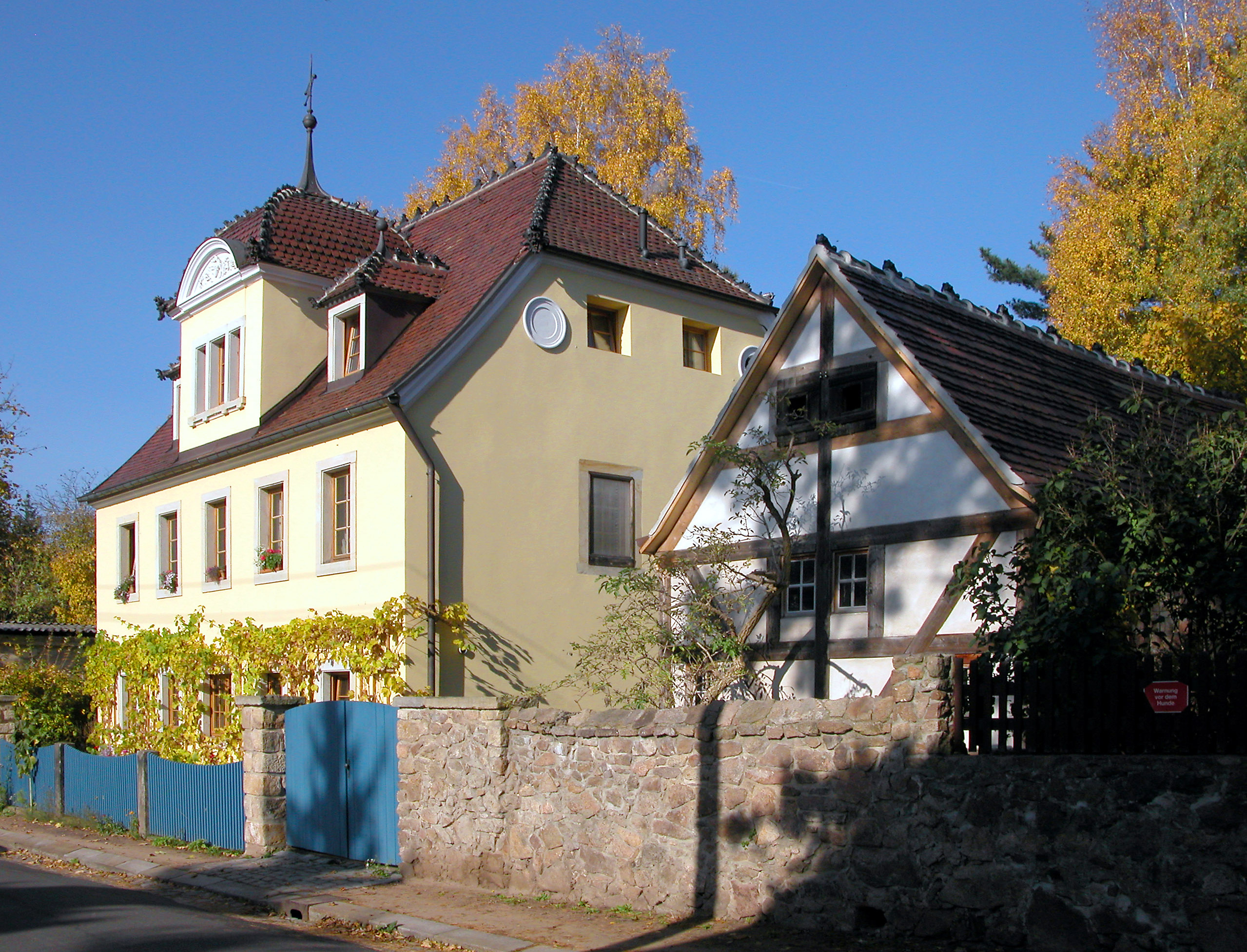
Haus Eisold mit Nebengebäude

Haus Eisold ist ein „bemerkenswerter Bau der Lößnitz[,…] baugeschichtlich und künstlerisch bedeutend“.

## Beschreibung

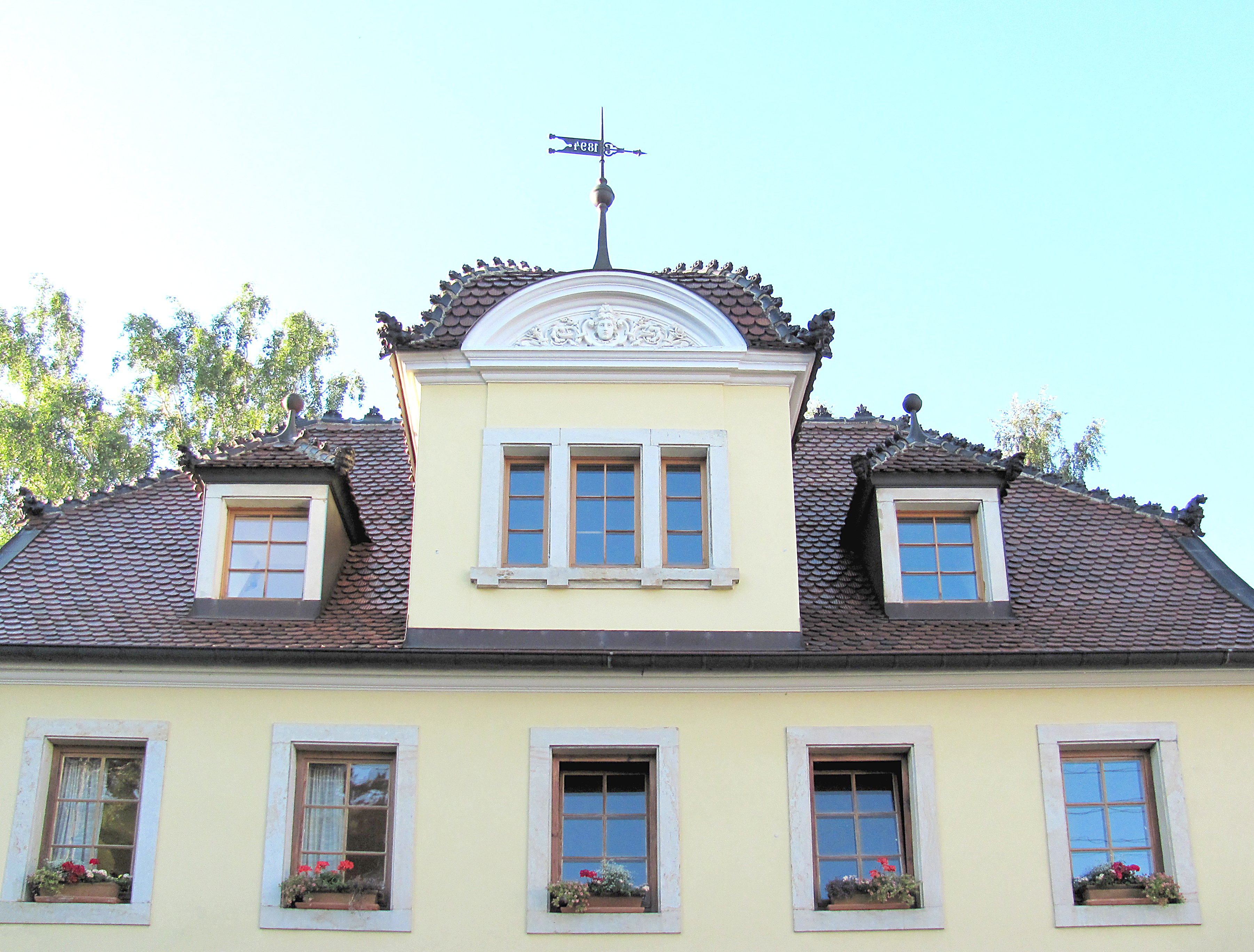
Haus Eisold: Details des Zwerchhauses und der Dachformziegel

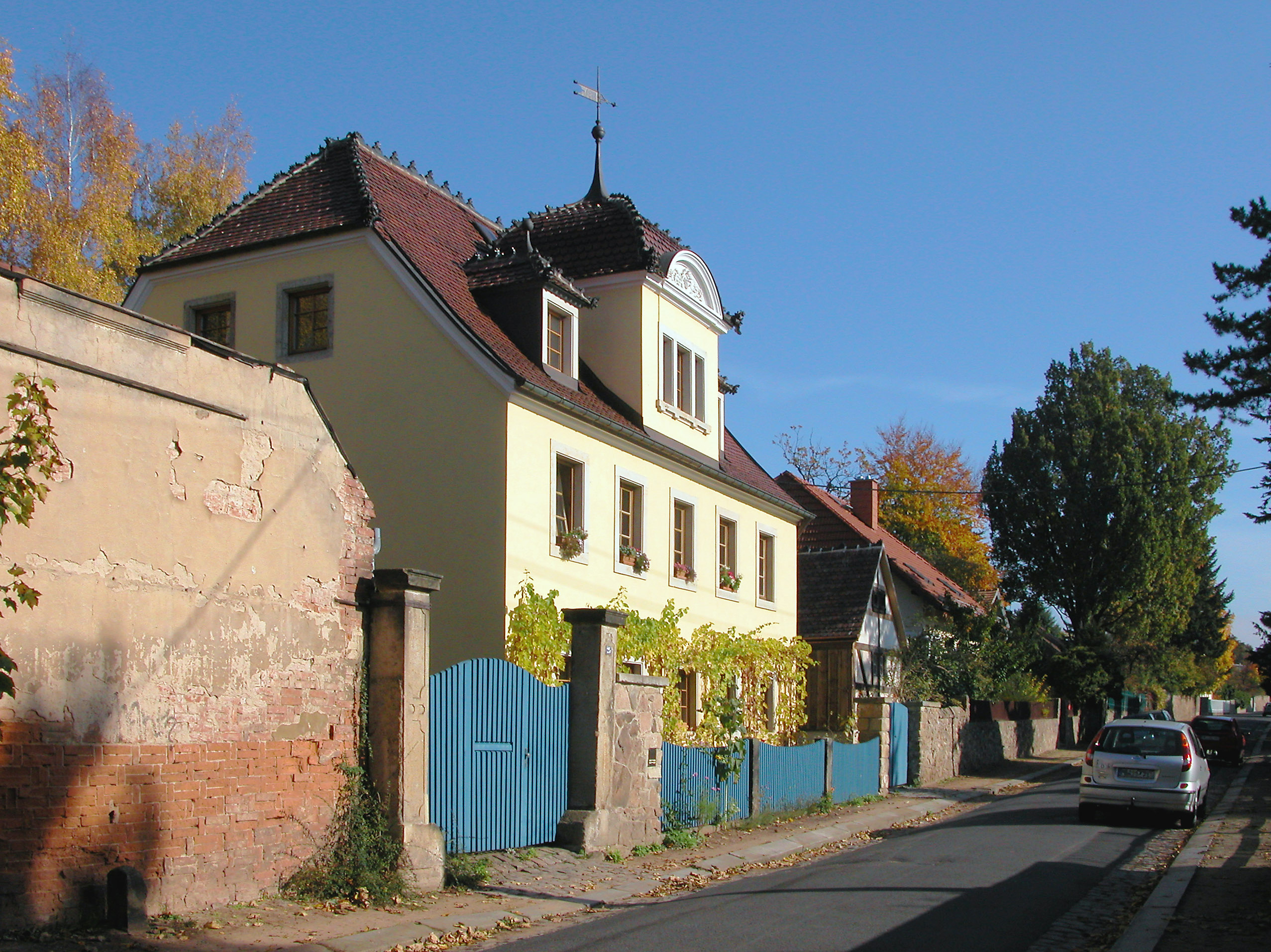
Haus Eisold

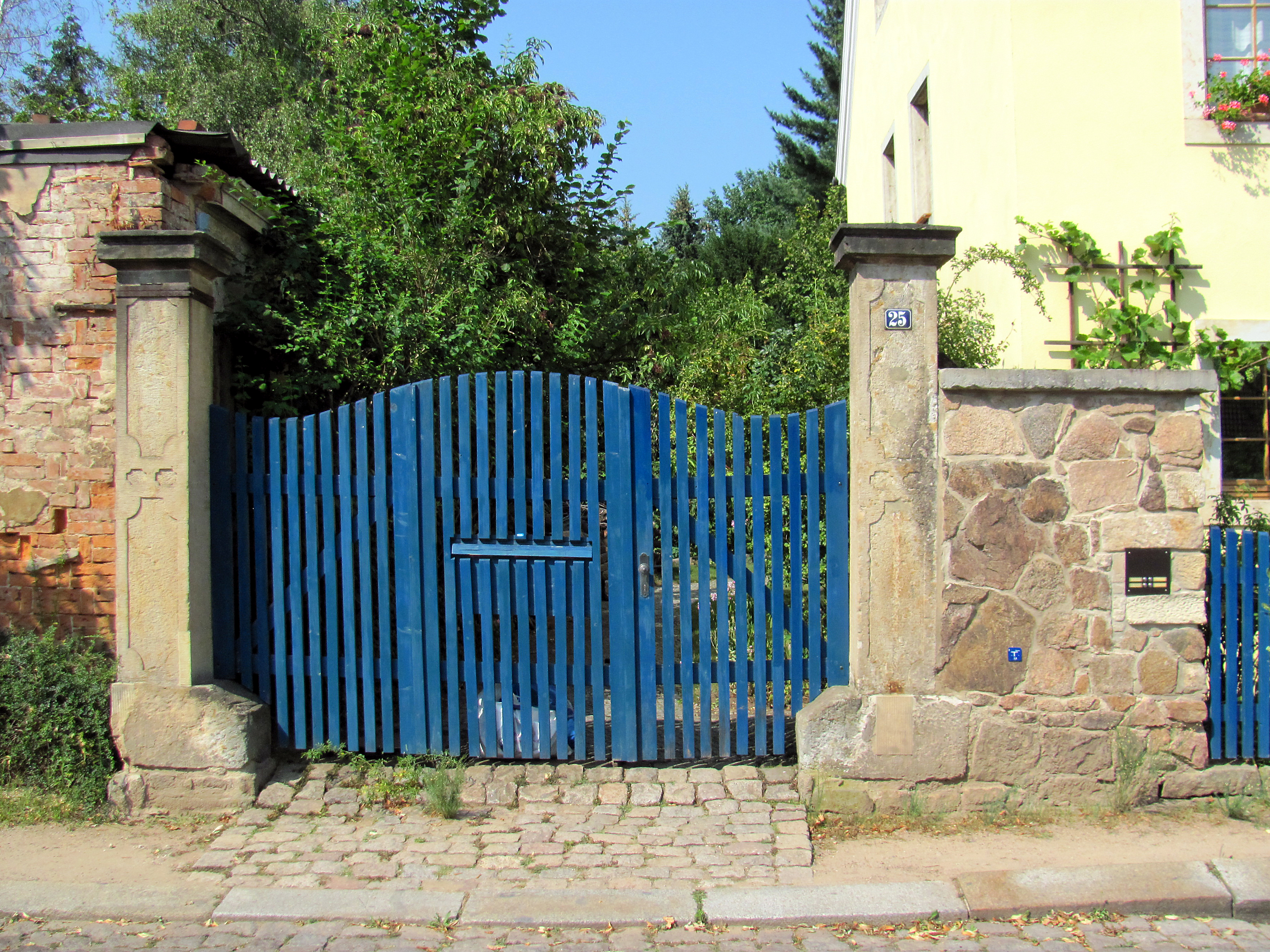
Haus Eisold: Tor

Das mitsamt Nebengebäude und Toranlage unter Denkmalschutz stehende ehemalige Winzerhaus mit kleinem Keller steht traufständig nahe der Straßenflucht der Bennostraße. Das zweigeschossige und fünfachsige Wohnhaus ist voll verputzt; die außer der massiven Westfassade aus Fachwerk bestehenden Außenwände werden durch vorgesetzte Ziegelwände verkleidet. Obenauf hat der Bau ein hohes, ziegelgedecktes Krüppelwalmdach. In diesem befindet sich mittig zur Straße hin ein Zwerchhaus mit vierseitigen Haubendach und Wetterfahne, im Giebel mit einem dreigliedrigen Fenster, darüber ein Rundbogenfeld mit figuraler Ornamentik. Das Zwerchhaus wird durch zwei Gaupen begleitet. Die Dachgrate werden durch Formziegel verziert.
Die Fenster werden durch Sandsteingewände eingefasst.
In der Westfassade fanden sich bei der Sanierung Löcher, die als Zapflöcher für ein Balkenauflager gedient haben können. Dies könnte ein Hinweis auf einen sich ehemals am Gebäude befindlichen Laubengang sein. Stufenfragmente am mittig eingepassten Fenster der Straßenansicht lassen vermuten, dass sich dort ehemals der Eingang in den Zentralraum des Erdgeschosses befand.
Das eingeschossige, ebenfalls denkmalgeschützte Nebengebäude aus Fachwerk steht über einem großen, gewölbten Weinkeller.
Die Toranlage besteht aus großen Sandsteinpfeilern mit Decksteinen.

## Geschichte
Zwischen 1730 und 1740 wurde das Gebäude, vermutlich durch die verwitwete Hofrätin Schubart, errichtet. Im Jahr 1851 folgte der Bau des Nebengebäudes.
Im Jahr 1890 wurde eine Wohnung in das Hauptgebäude eingebaut. Das heutige Aussehen entstand 1894, als der damalige Besitzer Arthur Eisold einen kompletten Umbau seines Hauses vornehmen ließ. Dieses Datum ist auch in der Wetterfahne verewigt.
Nach der Wende erfolgte eine denkmalgerechte Sanierung des Gebäudes, die 1999 abgeschlossen werden konnte.